# بازیگری جنسی
نقش‌بازی جنسی یا بازیگری جنسی (به انگلیسی: Sexual roleplaying) نام نوعی فانتزی جنسی است که در آن طرفین سکس، نقش‌های اروتیک و محرکی را برای یکدیگر بازی می‌کنند. نوع نقش‌ها در رول پلی، بسیار متفاوت و متنوع است. در نقش بازی جنسی شرکت کنندگان دو نفر یا بیشتر هستند که نقش‌هایی را در چهارچوب خیال‌پردازی‌های شهوانی ایفا می‌کنند و به اعمالی چون معاشقه و تحریک جنسی یکدیگر می‌پردازند.